# 小城修哉
小城 修哉（こしろ しゅうや、1976年12月17日 - ）は、朝日放送制作局テレビ制作部のディレクター。

## 来歴・人物
兵庫県神戸市出身。慶應義塾大学総合政策学部卒。在学中は慶應義塾体育会剣道部に所属。2000年朝日放送入社。テレビ制作局制作部（現制作局テレビ制作部）に配属された。

## 担当番組

### 過去
- 部長刑事（助監督）
- らぶどん（ディレクター）
- シャンプー劇場
- ナンバ壱番館
- ダイナマイト関西
- 1、2、駐在さんダァ〜!!
- ごきげん!ブランニュ
- アタック25
- ますだおかだ角パァ!
- 今ちゃんの「実は…」（チーフディレクター）
- 雨上がりのやまとナゼ?しこ（チーフディレクター）
- 雨上がりの「Aさんの話」〜事情通に聞きました!〜（チーフディレクター）などを担当。